# Nils Århammar
Nils Rudolf Århammar (* 7. August 1931 in Katrineholm, Schweden; † 10. Januar 2022 in Bredstedt) war ein schwedischer Sprachwissenschaftler, der sich vor allem mit der Frisistik beschäftigte, speziell der nordfriesischen Sprache.

## Leben
Århammar studierte Germanistik in Uppsala, Münster, Köln und Marburg. Bereits ab 1957 hatte er im Rahmen seines Lizentiatenstudiums an der Universität Uppsala zunächst auf Amrum (Öömrang) und dann auf Föhr (Fering) Sprachstudien durchgeführt und dabei umfangreiche Tonbandaufnahmen erstellt. In den frühen 1960er Jahren führte Århammar als wissenschaftlicher Assistent der Nordfriesischen Wörterbuchstelle der Universität Kiel Feldforschung über die Verwendung der nordfriesischen Dialekte des Festlandes durch. Anschließend arbeitete er am Germanistischen Institut der Universität Marburg und führte von dort aus weitere Sammelarbeiten auf den Inseln Amrum und Föhr. Ab 1966 wurde er an der Universität in Marburg Lektor für Schwedisch, führte aber daneben seine friesischen Forschungen weiter.
1968 erhielt Århammar von der Mainzer Akademie der Wissenschaften den Auftrag zur Fortführung des wissenschaftlichen Helgoländer Wörterbuchs, der jedoch später zurückgenommen wurde. 1974 erfolgte die Habilitation für „Germanische Philologie mit besonderer Berücksichtigung des Friesischen und des Niederdeutschen“. 1976 nahm er einen Ruf an den Lehrstuhl für Friesisch und Gotisch an der Reichsuniversität Groningen in den Niederlanden an. 1988 wurde er erster Lehrstuhlinhaber für „Friesisch und seine Didaktik“ an der damaligen Pädagogischen Hochschule Flensburg, so dass erstmals in Deutschland Friesischlehrer ausgebildet werden konnten. Mit der Professur in Flensburg war die Position eines Direktors am Nordfriisk Instituut in Bredstedt verbunden.
Nach seiner Emeritierung 1996 nahm er zusammen mit seiner Frau Ritva Århammar, die bereits in den Jahren 1993–1997 als Projektmitarbeiterin an der Wörterbucharbeit beteiligt war, die Arbeit am Helgoländer Wörterbuch wieder auf. Der Lehrbetrieb für Friesisch an der PH und späteren Europa-Universität Flensburg wurde mit Honorarprofessuren und Lehraufträgen aufrechterhalten, erst 2016 wurde wieder eine reguläre Professur geschaffen.

## Ehrungen
- 2001: „C. P.- Hansen-Preis“ der Sylter Gemeinden
- 2011: „Verdienter Bürger“ der Insel Helgoland als Ko-Autor des Lehrbuchs Wi lear halunder
- 2014: Hans-Momsen-Preis[6]

## Schriften (Auswahl)
- Nordische Lehnwörter und lexikalische Stützung im Nordfriesischen. 1966
- Die Amringer Sprache. Die Amringer Literatur. In: Margot und Nico Hansen (Herausgeber): Amrum – Geschichte und Gestalt einer Insel. Verlag Hansen & Hansen, Itzehoe 1969, ohne ISBN, auch als Sonderdruck o. J.
- Die Syltringer Sprache, die Syltringer Literatur. 1967 und 1975
- Die Sprachen der Insel Föhr: Föhrer Friesisch (Fering) und Plattdeutsch. Hansen & Hansen, Münsterdorf 1975
- Scripta Frisica: tinkbondel foar Arne Spenter (1926-1977). 1979
- Miscellanea Frisica: in nije bondel Fryske stúdzjes = een nieuwe bundel Friese studies = a new collection of Frisian studies. 1984
- Skriiw fresk; Schriw frasch; Skriiv friisk: Texte aus einem friesischen Literaturwettbewerb 1989/90. 1993
- A Frisian and Germanic miscellany: published in honour of Nils Århammar on his sixty-fifth birthday. 1996
- Handbuch des Friesischen – Handbook of Frisian studies. 2001 (zusammen mit Horst Haider Munske und anderen)
- Aspects of language: studies in honour of Mario Alinei. Papers presented to Mario Alinei
- Zahlreiche Beiträge in der Zeitschrift Der Helgoländer. 1974–2017.